# 待賢門
待賢門（たいけんもん）は、平安京大内裏の外郭十二門のひとつである。左衛門府が警固を担当した。

## 概要

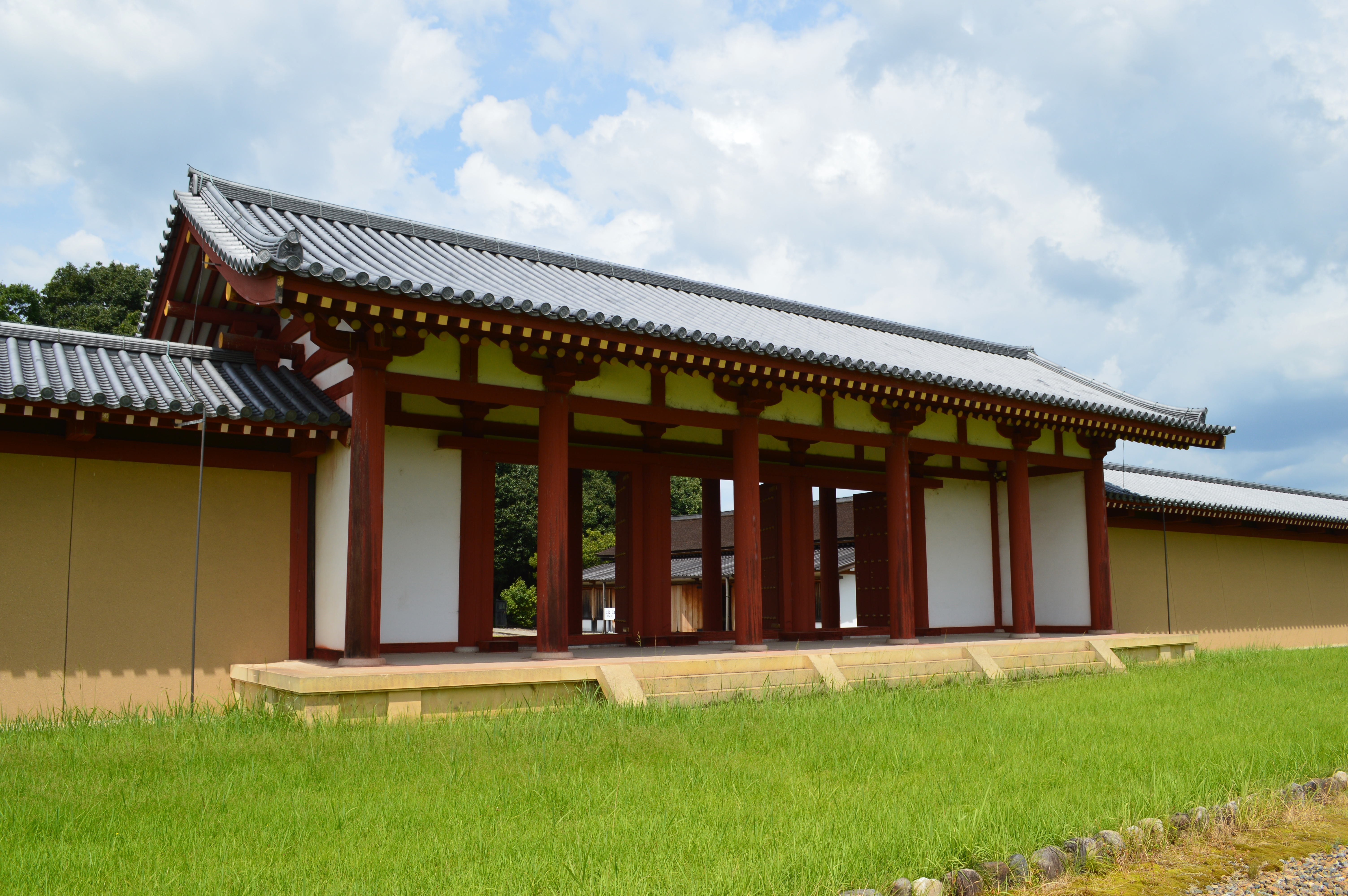
平城宮跡 建部門

大内裏の東面、郁芳門の北、陽明門の南。大宮大路に面し、中御門大路に向かう。大きさは5間、戸3間だった。
延暦13年（794年）、宮城経営のとき播磨国が造営し、建部氏がこれを監したことがその名称の由来（たけるべ → たいけん）。当初は「建部門」といった。東面の中央にあるため中御門とも呼ばれた。弘仁9年（818年）、額を改め、嵯峨天皇の筆額を掲げた。